# Biserica de lemn de la Schitul Foltea

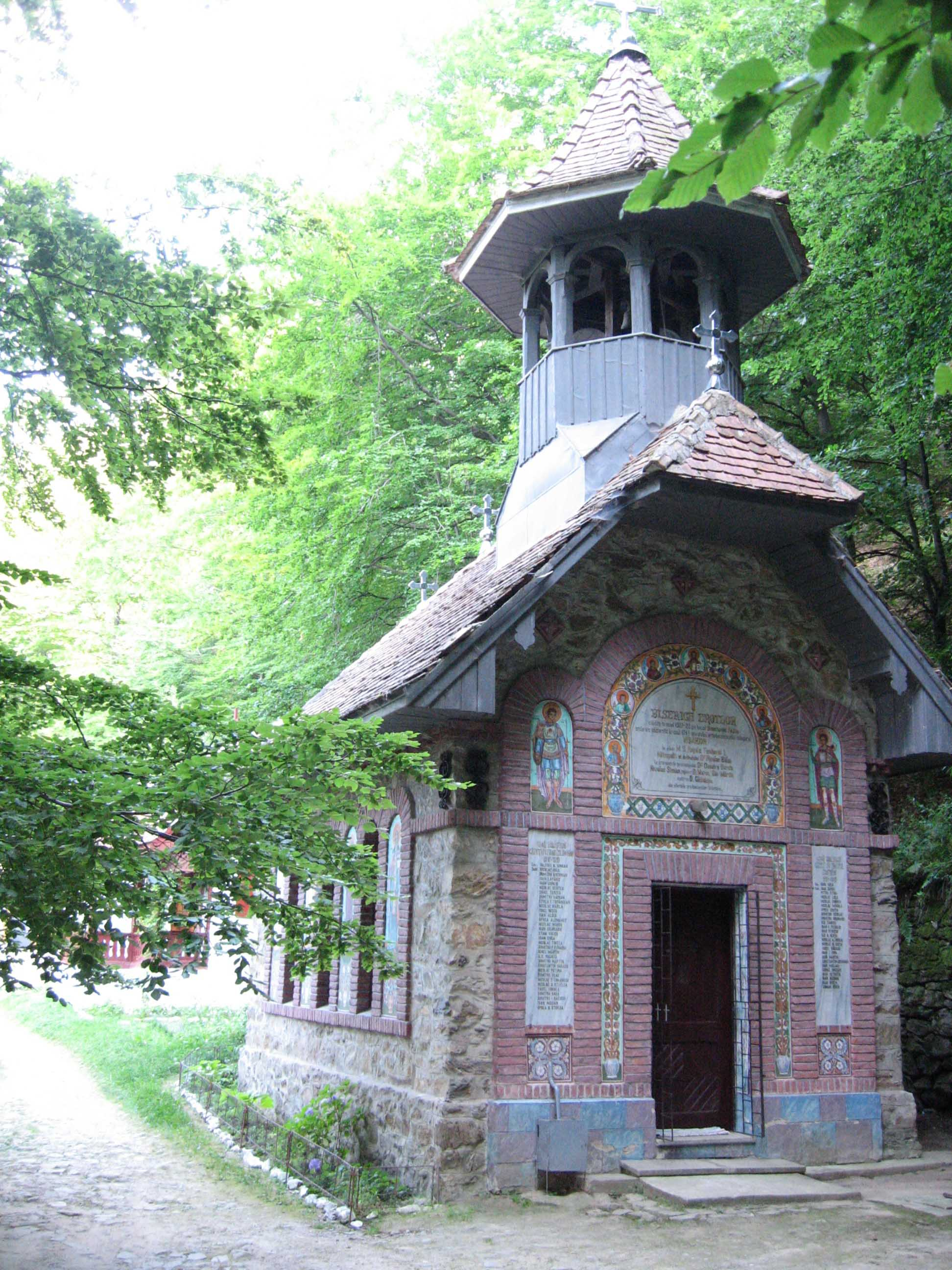
Biserica Eroilor - cea care a înlocuit biserica de lemn de la Schitul Foltea - Sălişte, judeţul Sibiu

Biserica de lemn de la Schitul Foltea a fost vechea biserică a schitului până la începutul secolului XX când în locul acestei bisericuțe a fost construită actuala biserică a schitului cu scopul de a comemora memoria eroilor din primul război mondial. Din această cauză unul din cele două hramuri ale noii bisericii ridicată în perioada 1922-1923 este Sf. Gheorghe. Cel de-al doilea hram al noii biserici este cel al Sf. Mucenic Oprea din Săliște.

## Legenda izvorului de la schitul Foltea
Se spune că doi bătrâni, nimeni alții decât Dumnezeu și Sf. Petru, cutreierau lumea. Ajungând la vremea prânzului, cei doi bătrâni se opresc la umbra pădurii și își stâmpără foamea cu bucatele ce le aveau la ei. Și cum le lipsea apa, Dumnezeu a făcut câtiva pași și apropiindu-se de o stâncă, atingând-o, face ca dintr-o crăpătură să curgă o apă limpede și răcoroasă. Văzând minunea pe care Dumnezeu a făcut-o, Sf. Petru îi cere acestuia să facă din acest izvor unul din care să curgă numai mană cerească din care să poată bea oricine și astfel să se vindece de orice fel de boală, toate acestea fiind pentru ca oamenii să vadă încă o dată puterea și dragostea lui Dumnezeu iar credința lor să se întărească. Dumnezeu, deși neîncrezător că acest lucru ar putea duce la binele oamenilor, ascultă de Sf. Pentru și transformă izvorul într-unul din care curgea doar mană cerească. În scurt timp, vestea se răspândește de puterile miraculoase ale izvorului și astfel tot mai mulți oameni vin să își stâmpere setea la acest izvor. În timp, din ce in ce mai mulți oameni își făceau provizii din licoarea izvorului cu speranța unei vieți cât mai lungi. Puterea miraculoasă încet încet face ca tot mai multă lume să râvnească la acest izvor ajungându-se ușor la excese, gâlceavă și gânduri necuvenite. Văzând unde s-a ajuns, Dumnezeu hotărăște ca din izvor să nu mai curgă mană cerească, ci doar apă limpede și răcoroasă așa ca la început. După aceste întâmplări, liniștea a revenit peste acele meleaguri, călătorii ce se mai opreau la acel izvor mulțumindu-i lui Dumnezeu pentru bunătatea de apă ce le-a scos-o în cale.   

## Istoric și trăsături
Schitul Foltea sau de la Fântâna Foltii a fost construit în apropierea izvorului despre a cărui apă se spune că poate să vindece boli. Edificat la o dată necunoscută, se cunoaste că aici a poposit în anul 1744, pentru câteva zile, călugărul Visarion Sarai care a dat semnalul luptei împotriva unirii religioase în Transilvania. Despre acest schit și biserica lui se cunoaște faptul că în urma intervenției armatelor imperiale în zona Săliștei pentru împărțirea bisericilor între ortodocși și uniți, biserica din Grui și biserica schitului Foltea revin ortodoxilor. La 1761, cele două biserici amintite sunt considerate a fi prea mici pentru numărul mare de credincioși fapt ce determină începerea construcției bisericii cu hramul Înălțarea Domnului din Săliște.
Despre vechea biserică de lemn a schitului ce s-a păstrat până la construirea bisericii noi în anii 1922-1923 nu se cunosc prea multe detalii, momentul edificării ei fiind unul dintre acestea. Fotografia păstrată ilustrează această biserică care după cum se poate vedea pare să fi avut cel puțin două momente importante în evoluția sa. O primă etapă poate fi considerată perioada de timp în care a fost construit naosul și absida decroșată a bisericii. Acoperită cu un acoperiș de șindrilă, deasupra intrării în naos se poate observa o mică clopotniță ce are practicată o deschizătură mai mare pe latura de nord și una mai mică pe latura de vest. O a doua etapă poate fi considerată cea în care a fost construit pronaosul, puțin mai lat decât naosul bisericii. De asemenea, în fotografia păstrată se mai pot observa capetele grinzilor din care a fost construit pronaosul. Acoperișul care acoperă naosul și pronaosul este unul comun. La fel ca și în cazul naosului, un turn-clopotniță este amplasat în partea de vest a pronaosului. Acesta este de dimensiuni mai mari decât clopotnița de deasupra naosului. Având pereții tencuiți, biserica avea intrarea prin pronaos pe latura de nord. Atât naosul cât și pronaosul erau luminate printr-o fereastră. 

## Galerie de imagini

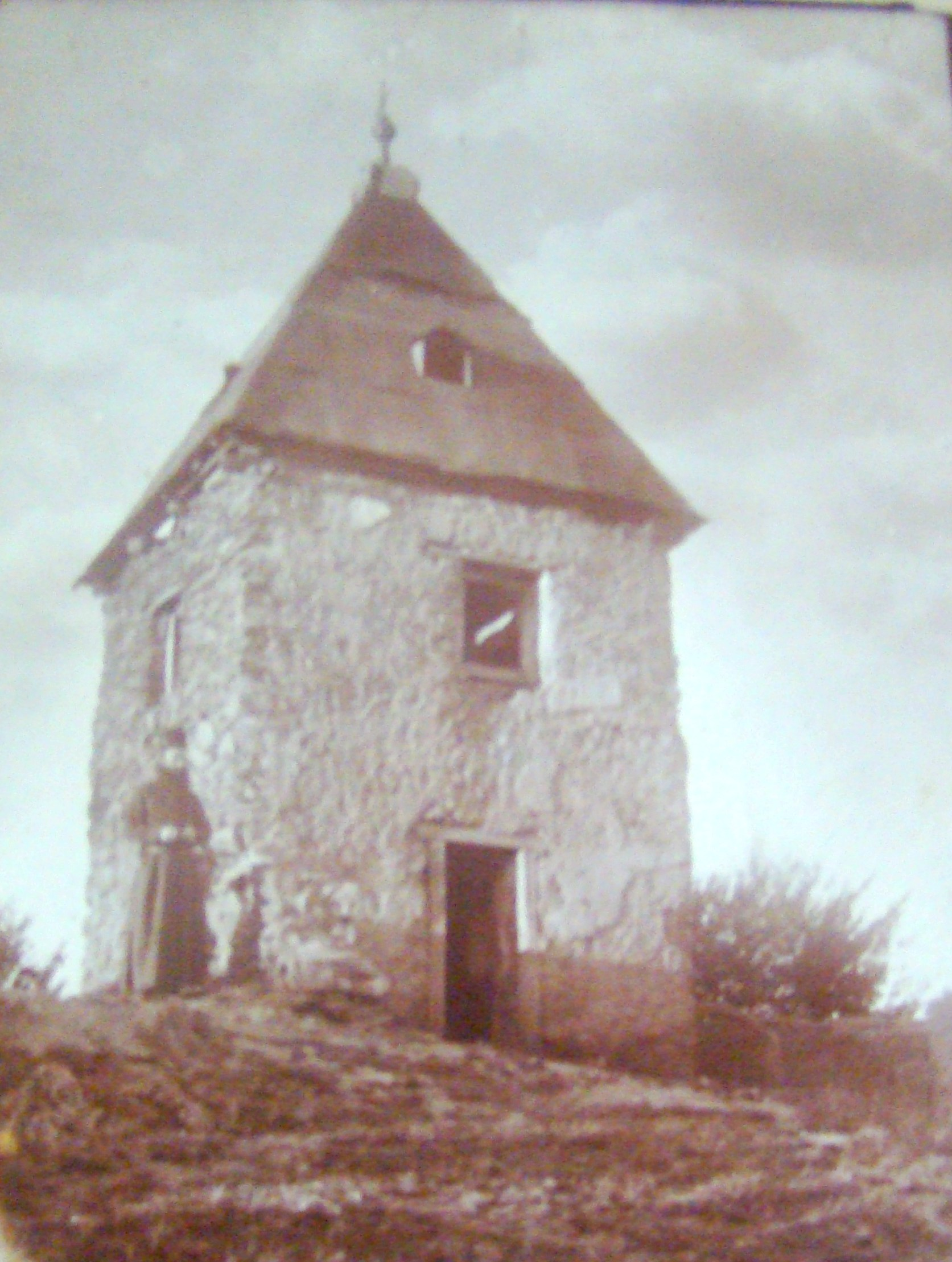
Imagine din colecția Protopopiatului Săliște
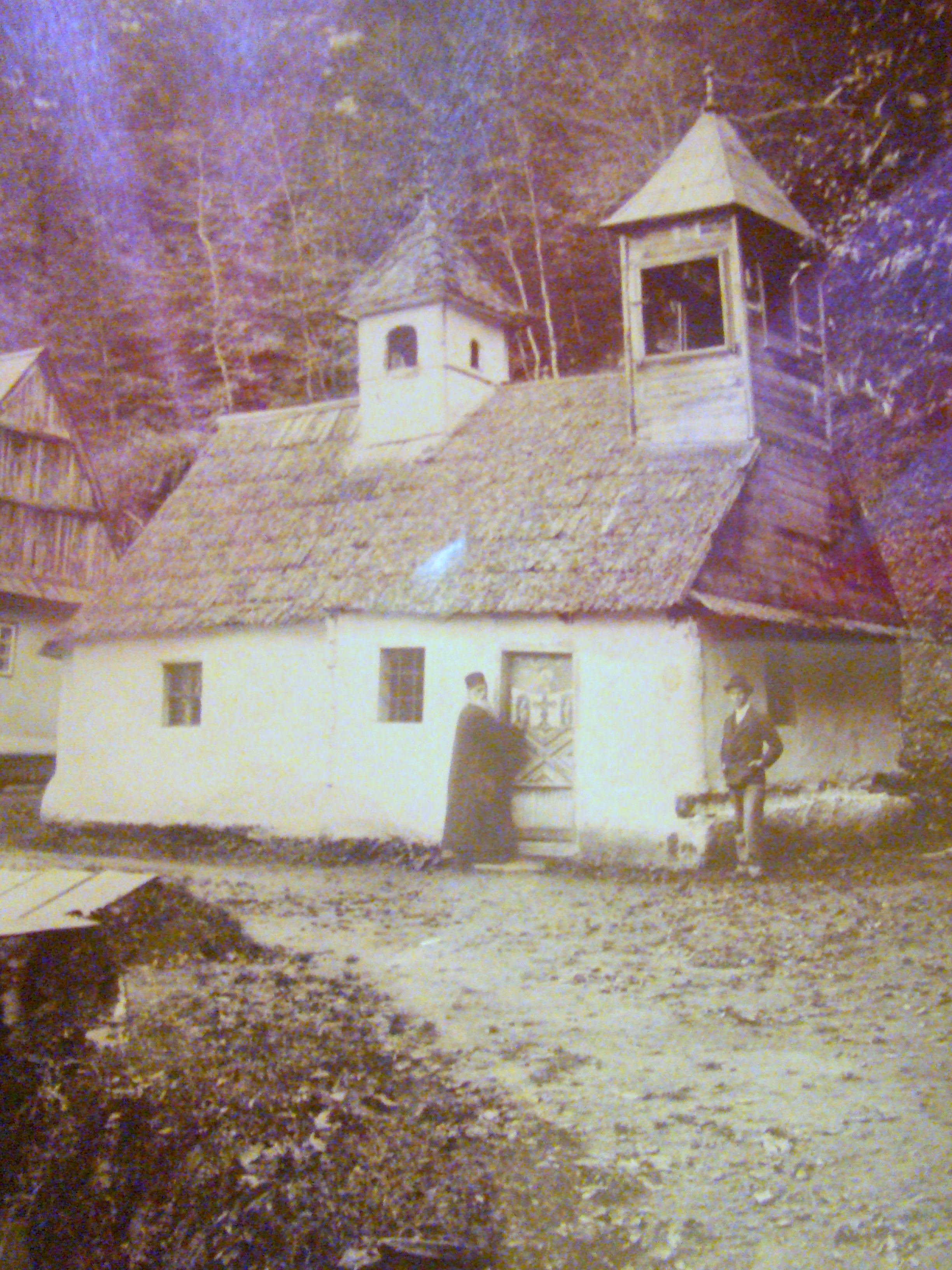
Imagine din colecția Protopopiatului Săliște
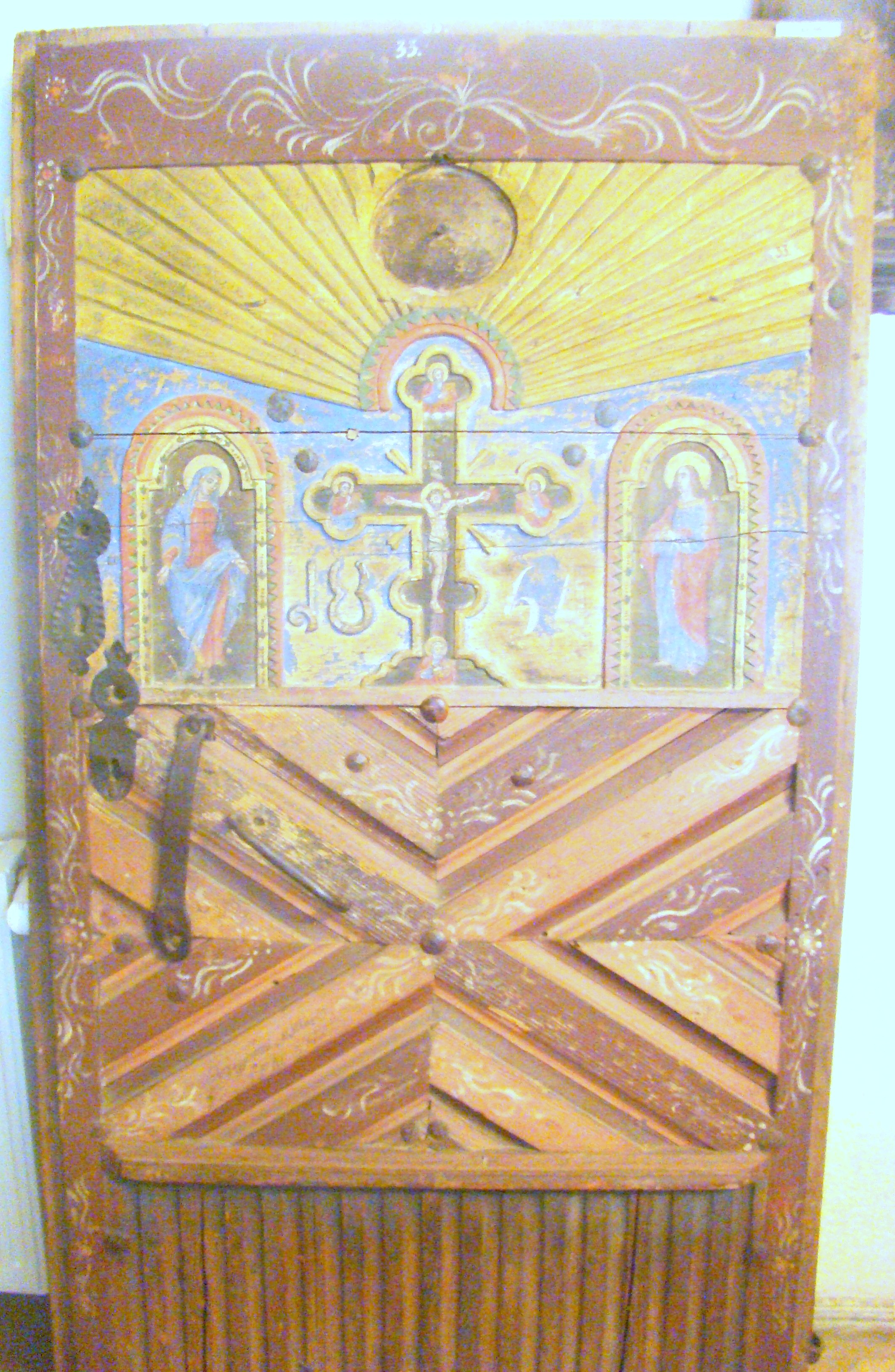
Ușa vechii bisericii de lemn
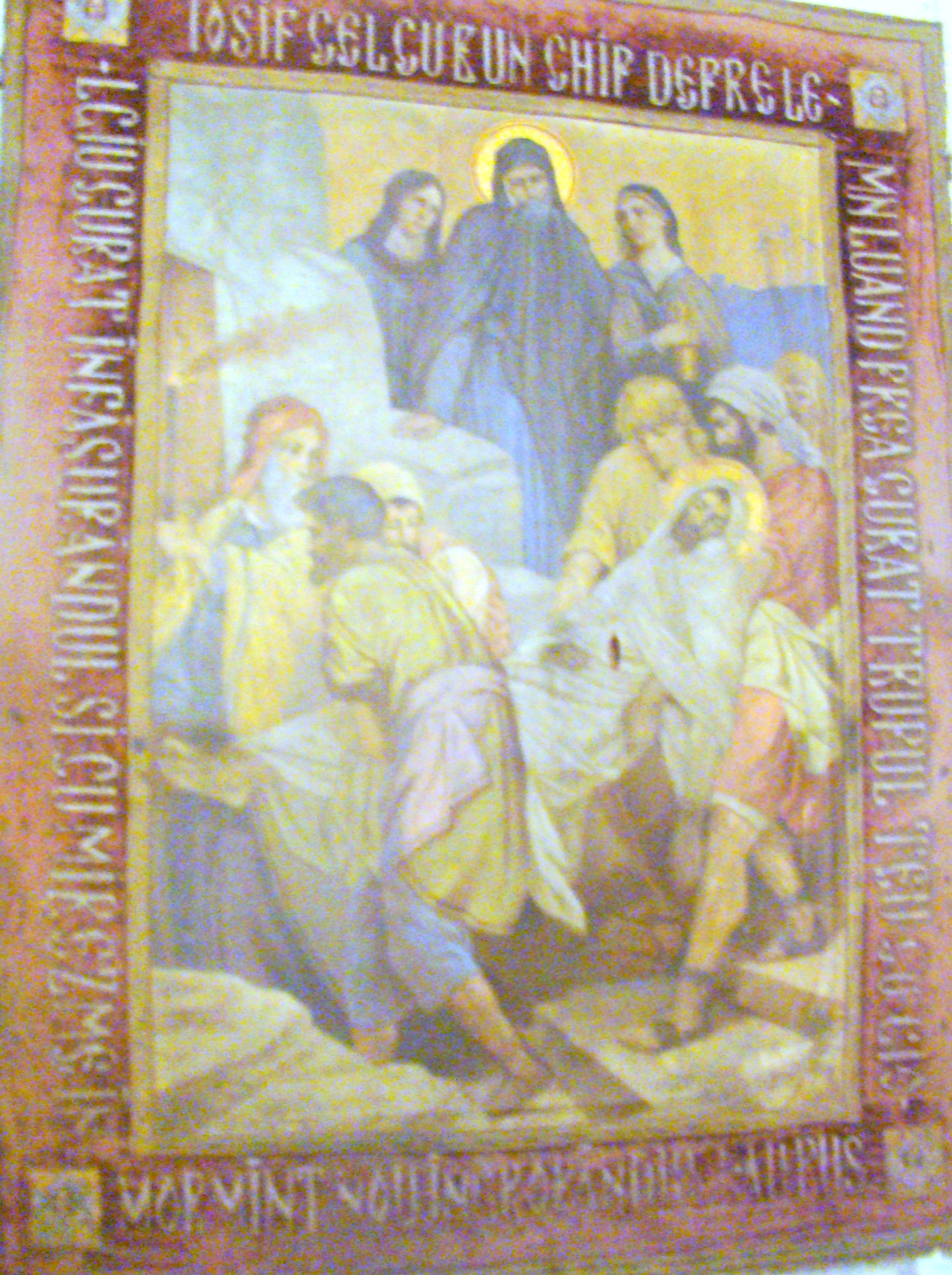
Epitaf
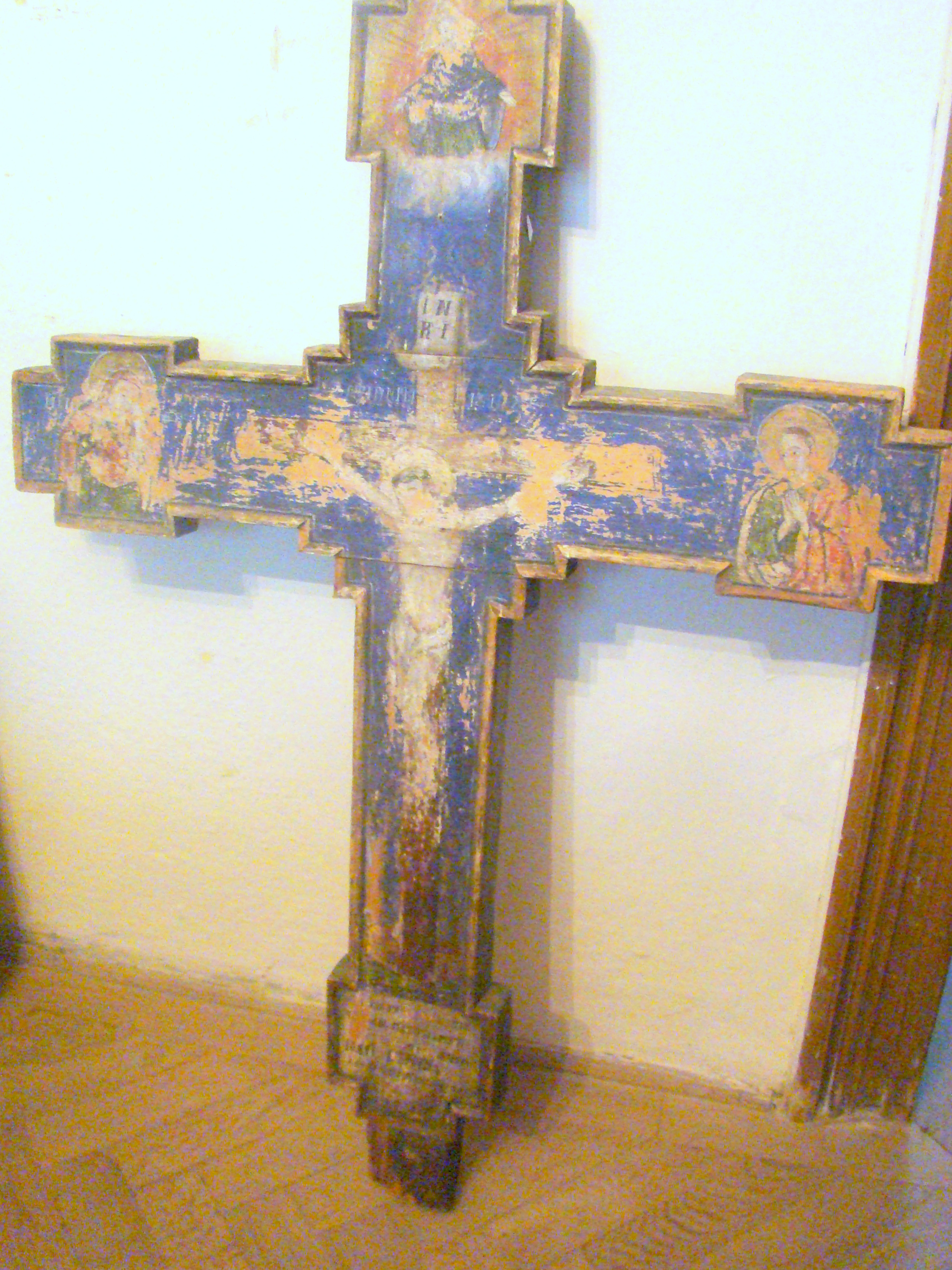
Cruce veche de lemn pictată
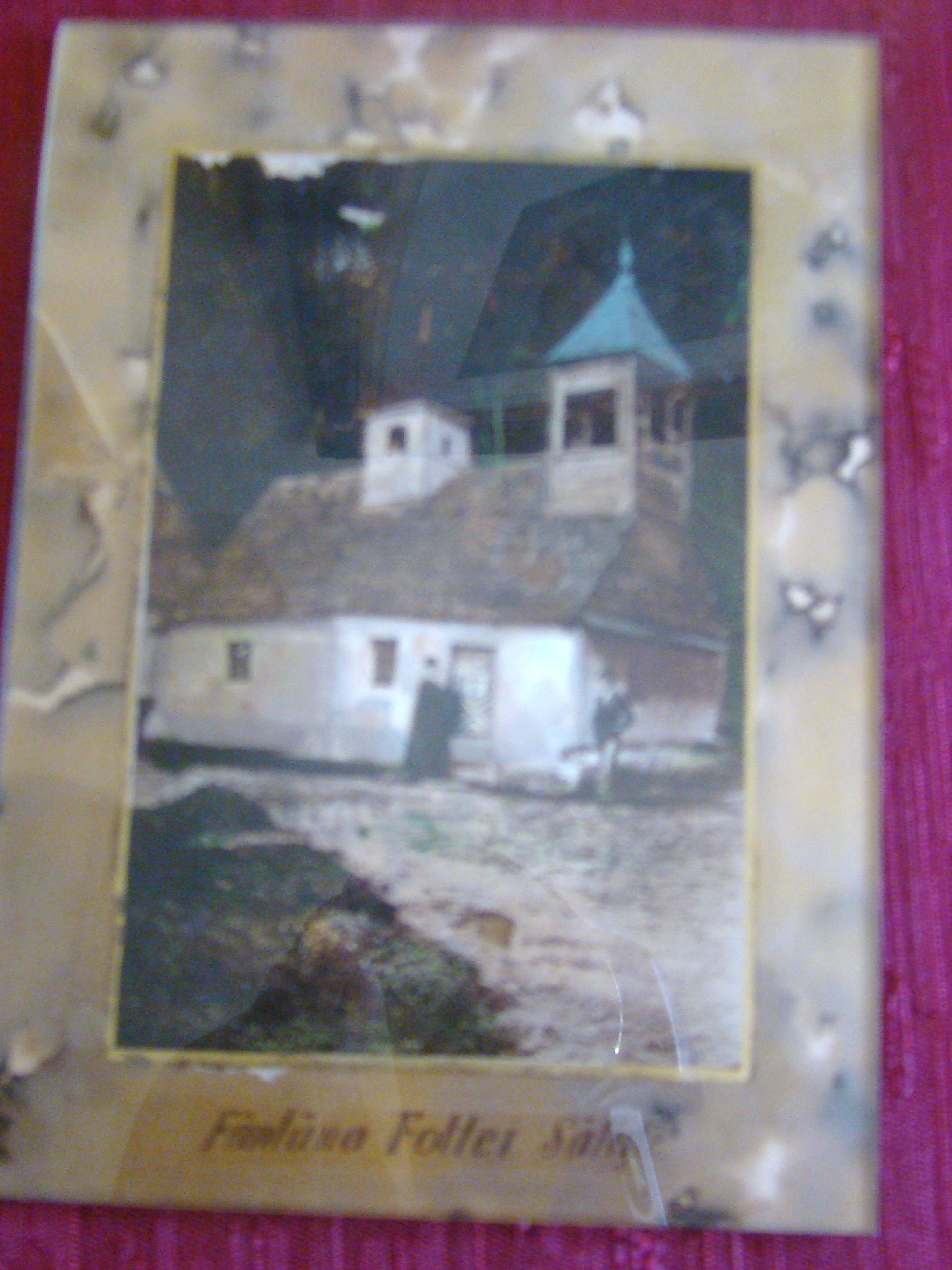
Imagine din colecția Protopopiatului Săliște
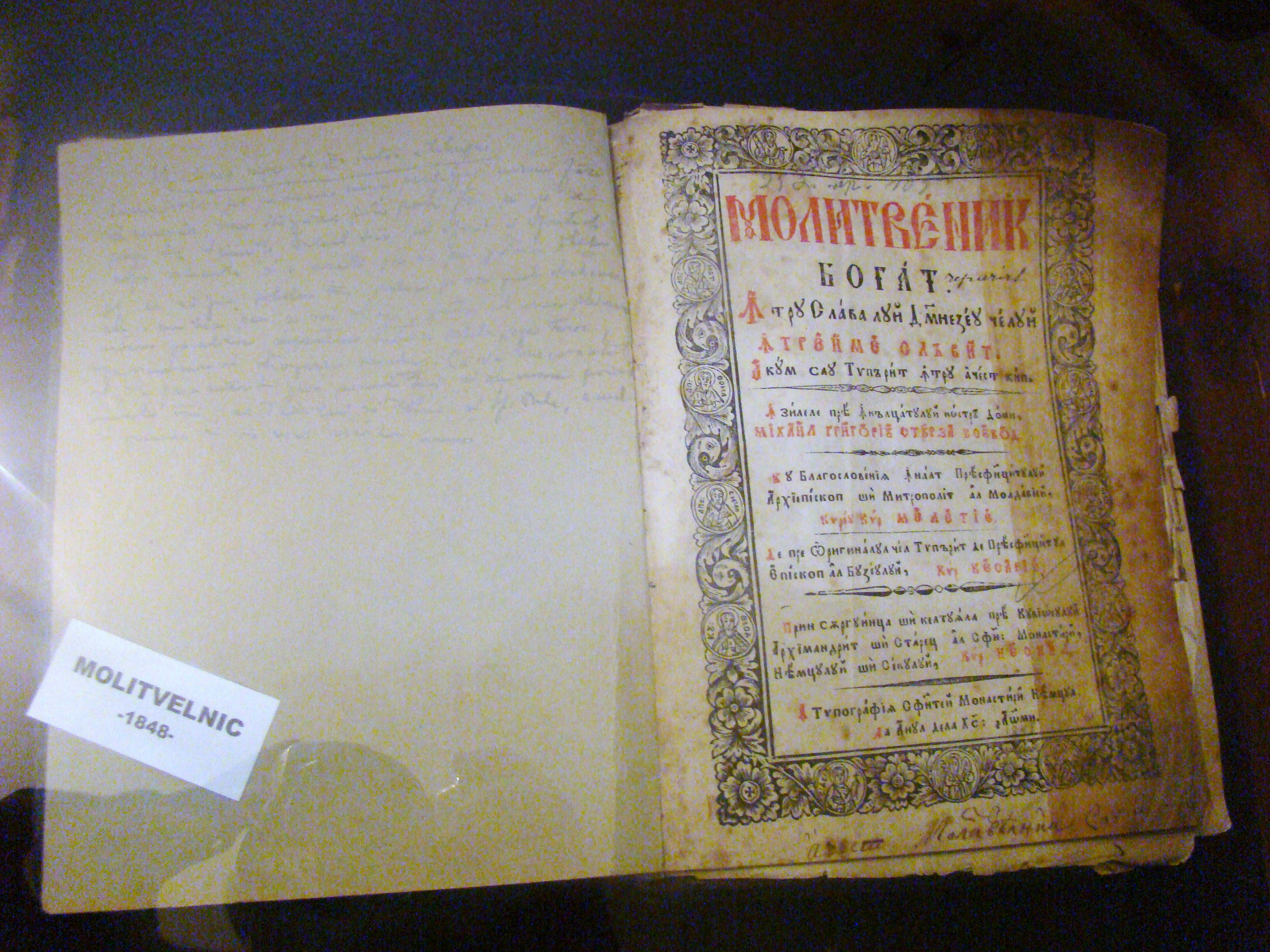
Molitvenic (1848)
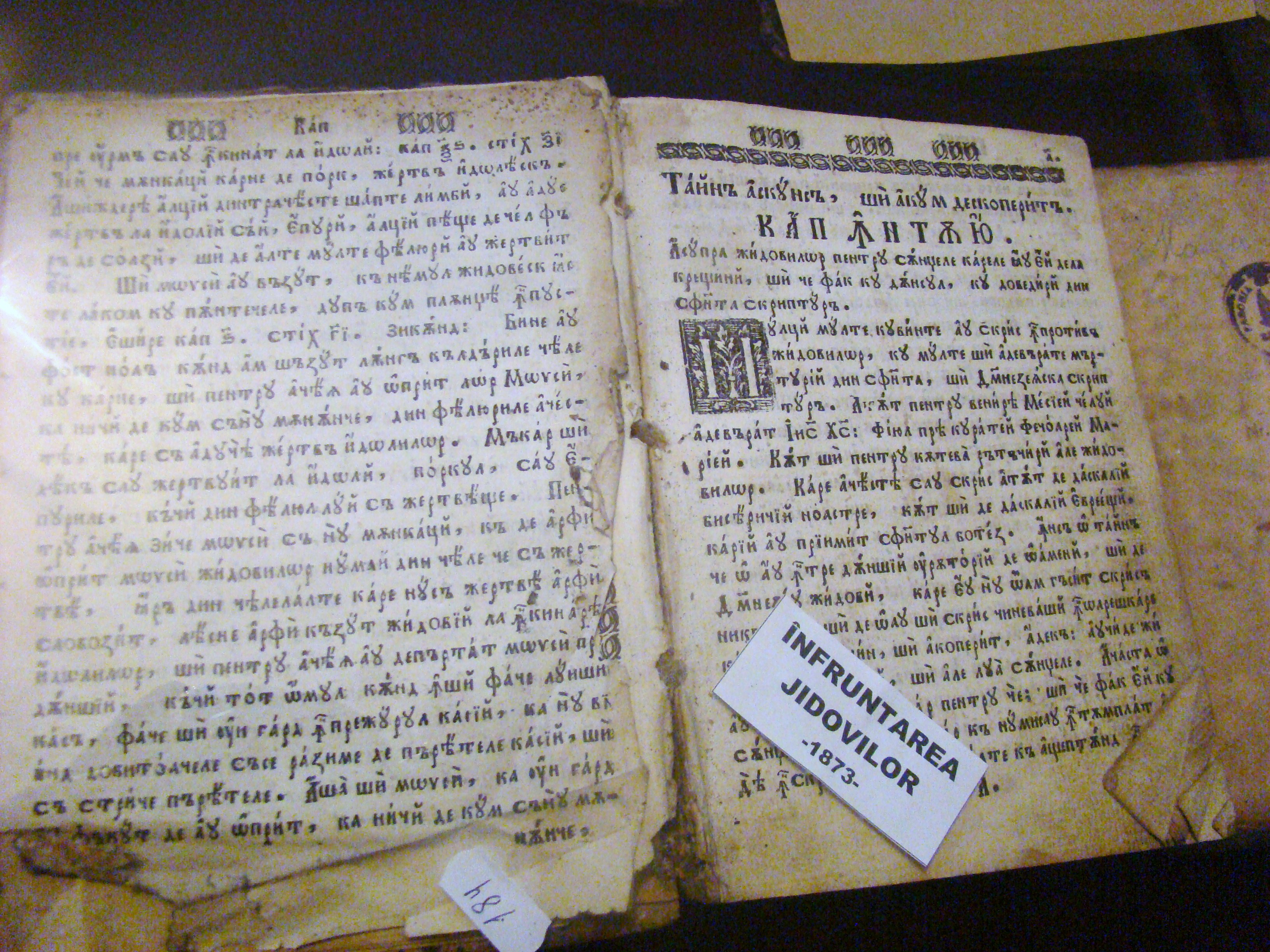
Înfruntarea jidovilor (1873)
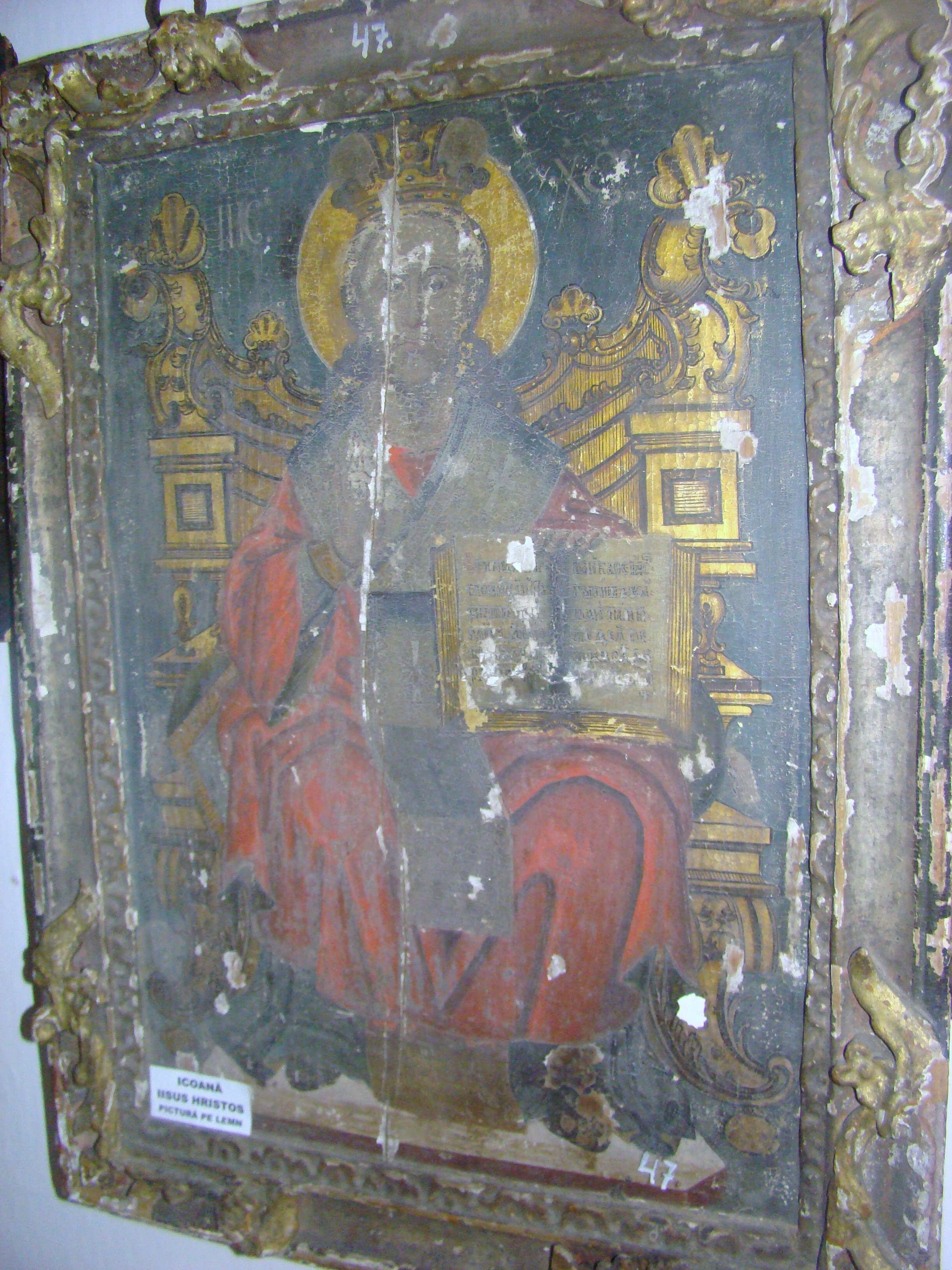
Icoană pe lemn
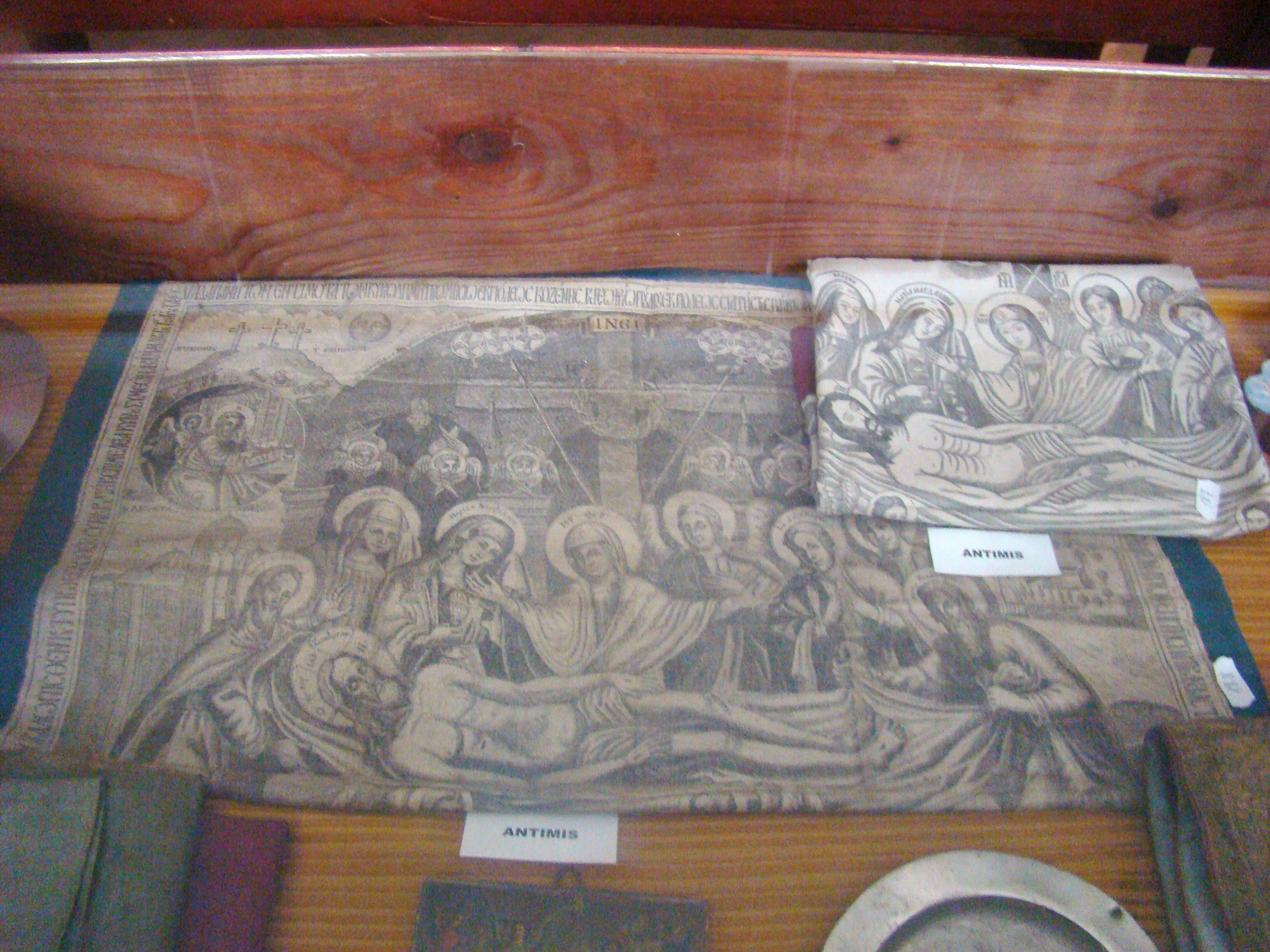
Antimis
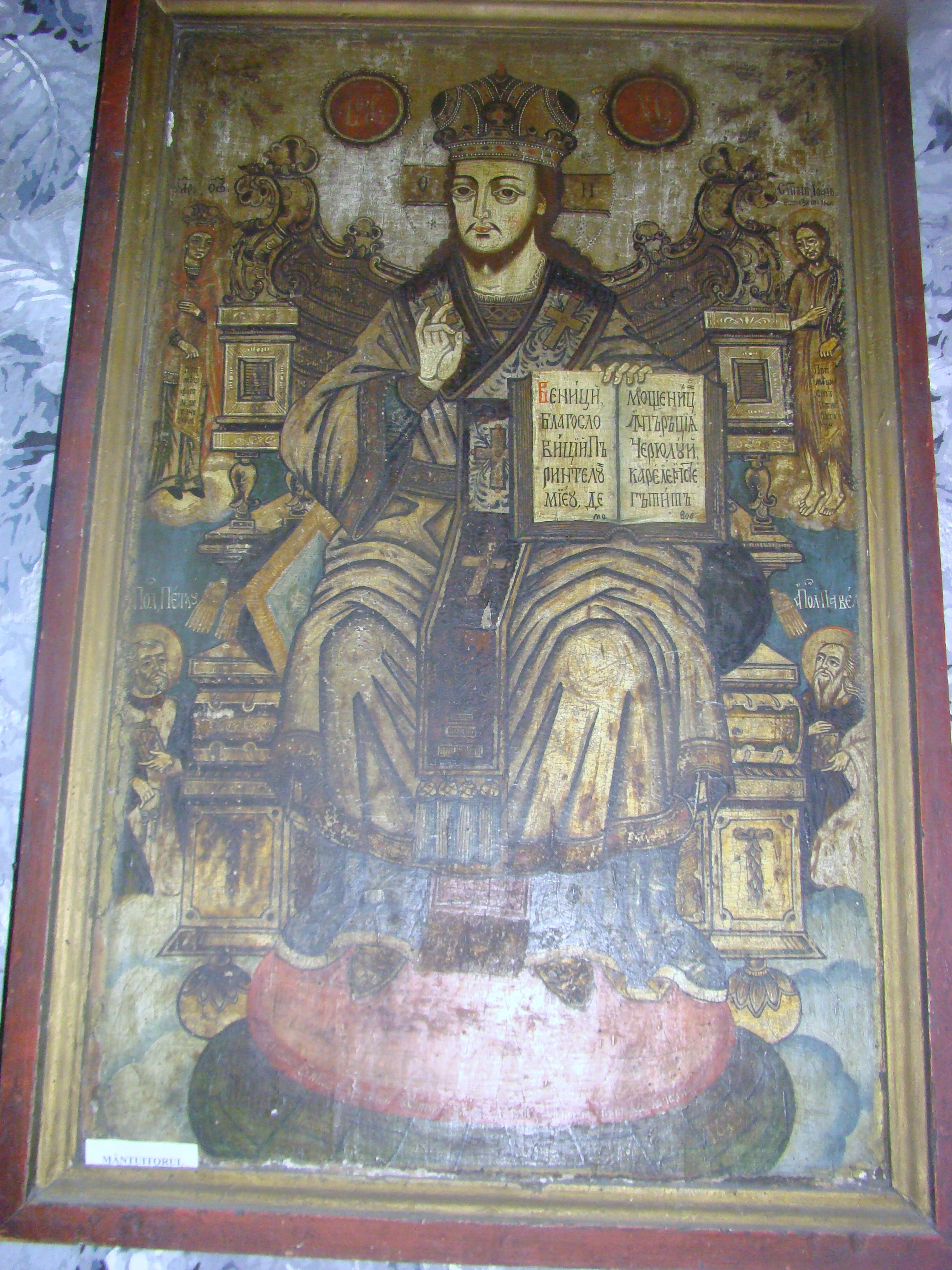
Icoană pe lemn
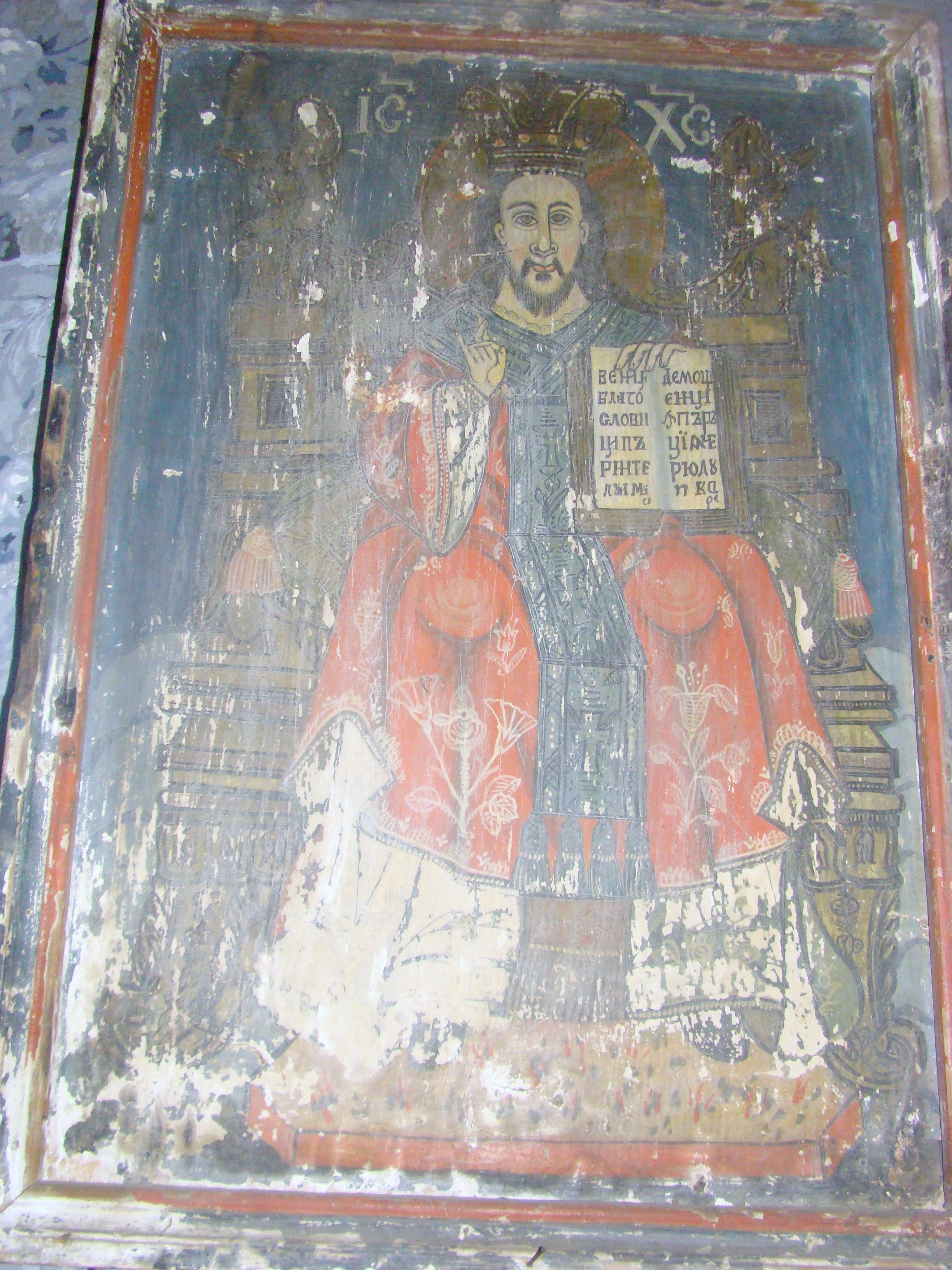
Icoană pe lemn
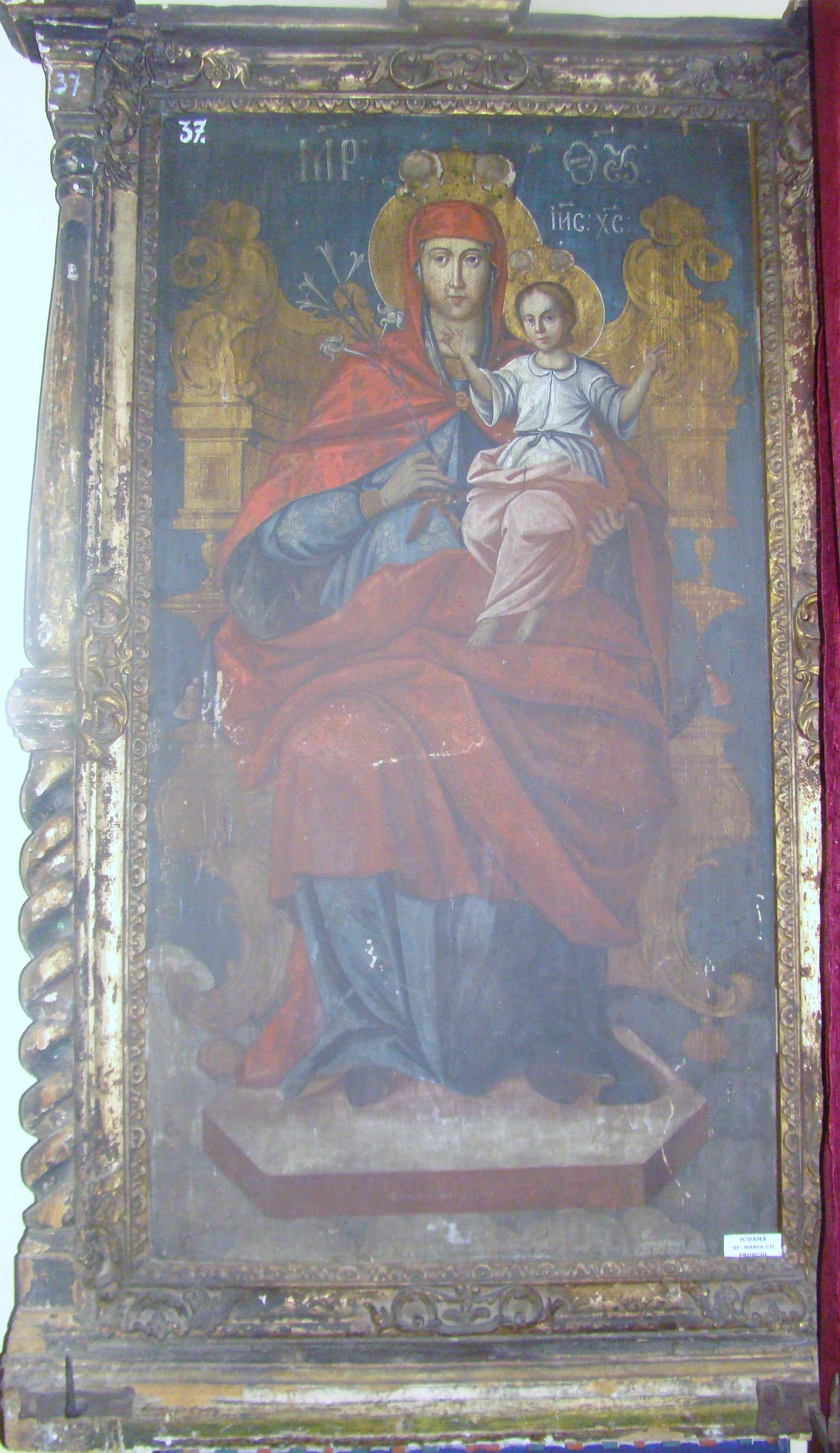
Maria cu pruncul
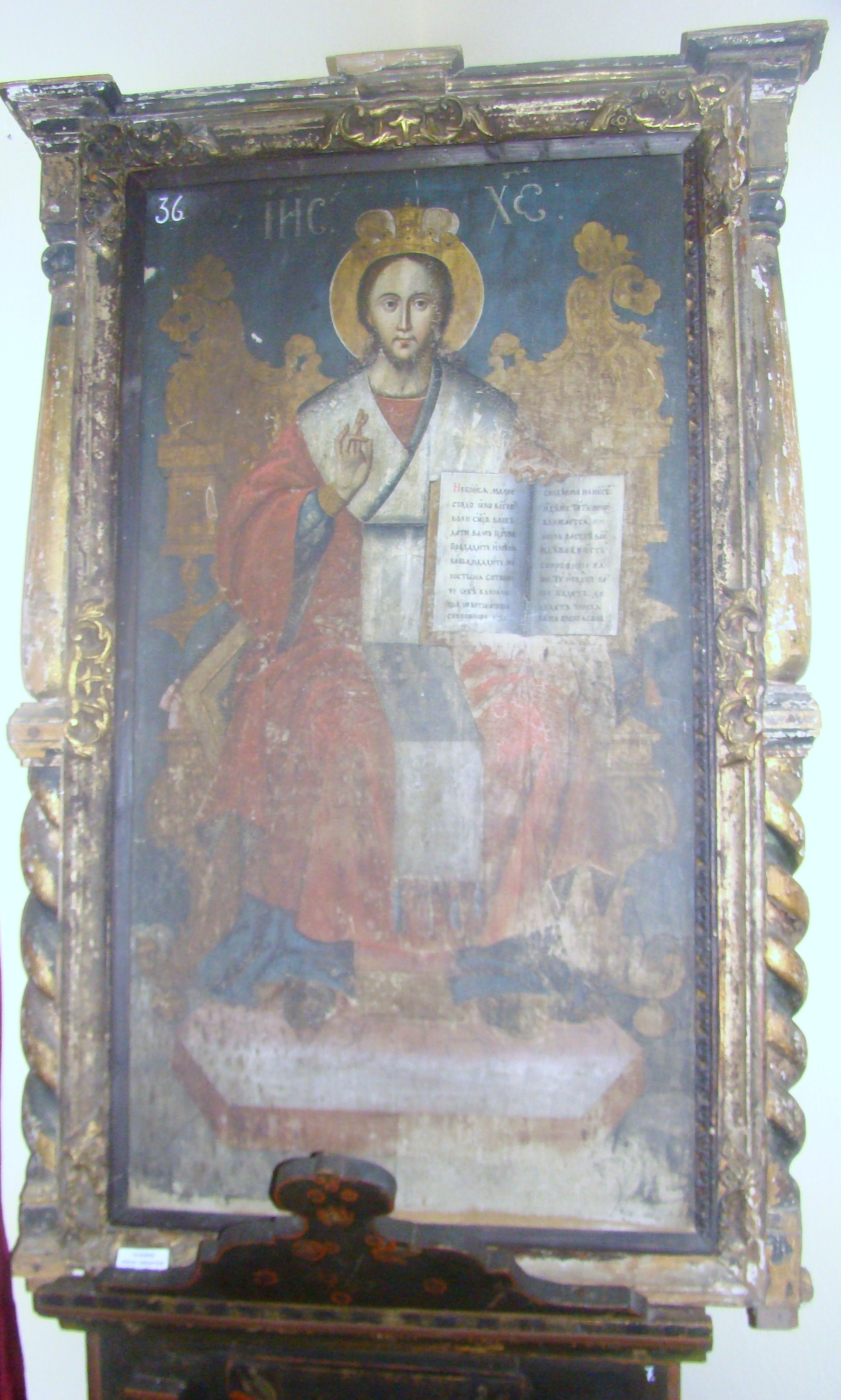
Iisus Hristos